# چشم مرکب

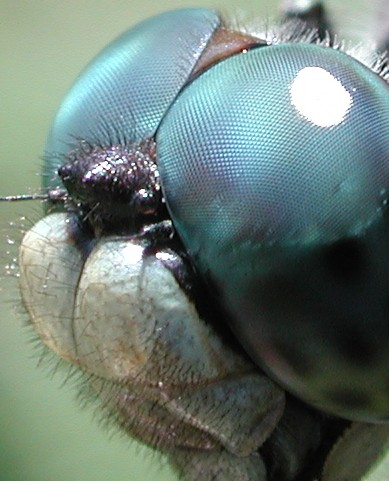
چشم مرکب سنجاقک

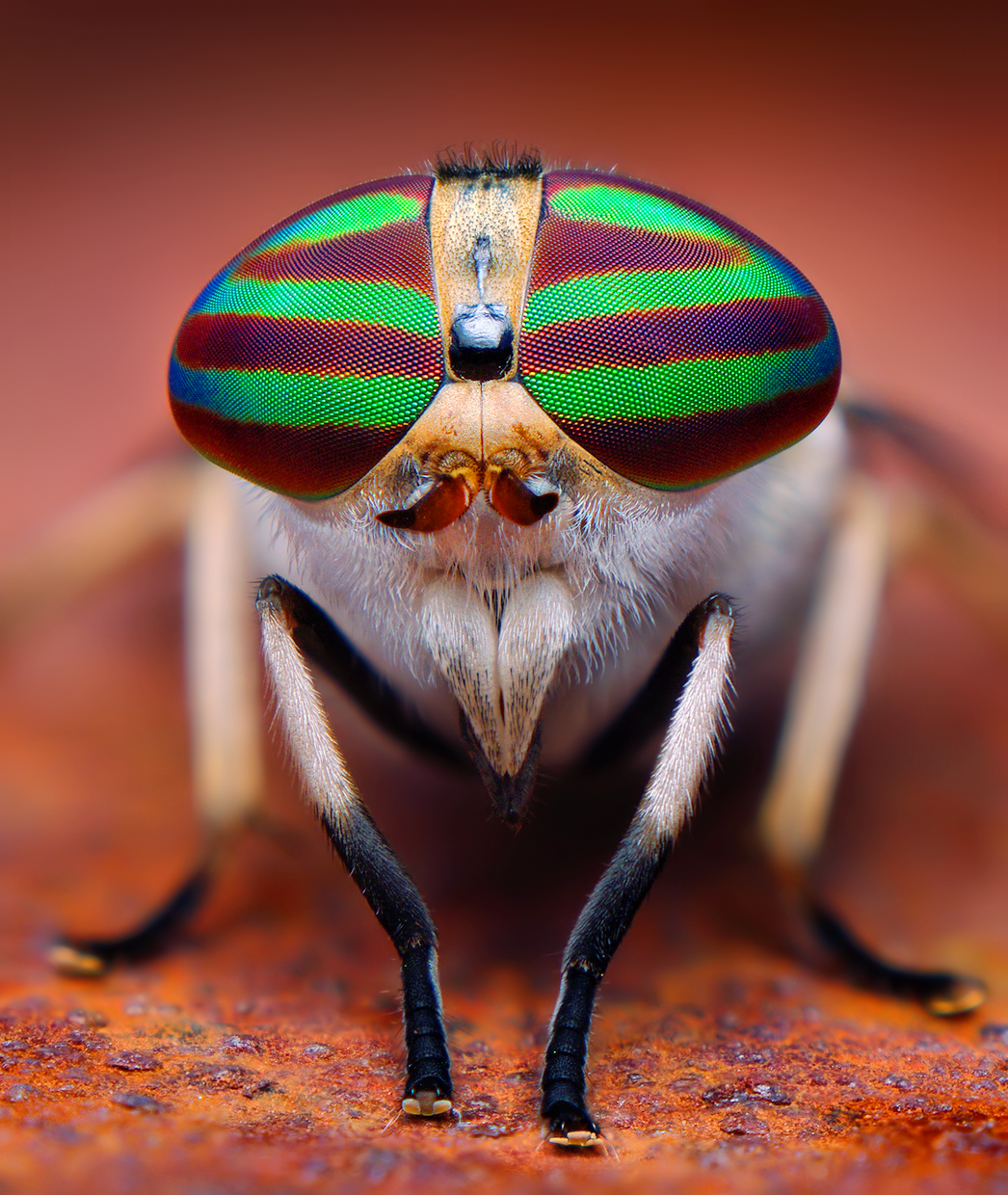
چشم مرکب

چشم مرکب عضو بینایی در بندپایانی چون حشرات و سخت‌پوستان و نیز خرچنگ است. چشم مرکب شامل یک تا هزاران واحد مستقل بینایی می‌باشد.
هرواحد بینایی شامل یک عدسی، یک قرنیه و تعدادی گیرنده های نوری است که به هر واحد یک اوماتیدی میگویند.هر اوماتیدی قسمت از زاویه دید حشره یا سخت پوست را تشکیل میدهد البته تصاویر مشاهده شده توسط اوماتیدی ها بسیار ریز هست به همین دلیل تصاویر واضح چندین اوماتیدی کنار هم قرار میگیرد و تصویری کامل و موزائیکی شکل تشکیل میدهد و به این روش حشرات تصاویر موزائیکی از محیط میبینند.همچنین چشم مرکب حشرات خاصیت ضد انعکاسی دارد و با این قابلیت از خودنمایی و دیده شدن از چشم شکارچیان پنهان میماند و به حشرات کمک میکند تا در شب دید خوبی داشته باشند.چشم مرکب برخی حشرات گیرنده هایی دارند که قادر است پرتوهای فرابنفش را نیز دریافت کند،مثلا برخی زنبورهای عسل قادرند با تشخیص پرتوهای فرابنفش،گرده افشانی گلها را انجام دهند.